# Gran Cometa de Enero (Daylight) de 1910
El Gran Cometa de enero de 1910, nombre oficial C/1910 A1 y a menudo llamado el Cometa Luz del día o Daylight Comet apareció en enero de 1910. 
Era ya visible al ojo desnudo cuando fue notado. Por primera vez y por muchas personas que por separado 'descubrieron' el cometa. En su momento más brillante, este eclipsó el planeta Venus, y fue posiblemente el cometa más brillante del siglo XX. 

## Descubrimiento
El cometa surgió de repente, y era al principio visible en el hemisferio austral. Un número de individuos reclamaron 'el descubrimiento', pero el cometa, como se piensa, ha sido primero descubierto por mineros de diamante en el Transvaal Sudáfrica antes del alba el 12 de enero de 1910, a esas alturas esto era ya un objeto prominente visible por el ojo. 
El primer astrónomo que correctamente pudo estudiar el cometa fue Robert T. A. Innes en el Observatorio Transvaal en Johannesburgo el 17 de enero, después de haber sido alertado dos días antes por el redactor de un periódico de Johannesburgo.-1.
El cometa alcanzó el perihelio el 17 de enero y era en aquel tiempo ya visible en la luz del día con el ojo desnudo; el perihelio siguiente, esto disminuyó en el resplandor, pero se tuvo una vista espectacular en el hemisferio norte en el crepúsculo de la tarde, su cola perceptiblemente curva que alcanza hasta 50 grados antes de principios de febrero. 

## El Cometa Halley y el Daylight Comet
El año 1910 tenía un considerable interés de los medios de comunicación por la predicha vuelta del  Cometa Halley, que debía alcanzar el perihelio el 20 de abril. El aspecto del Cometa de Luz del día (Daylight) varios meses antes por lo tanto fue una sorpresa, e hizo una impresión sumamente fuerte sobre un público ya expectante; cuando el Cometa de Halley volvió otra vez en 1986, muchas viejos recuerdos de la gente de haberlo visto en 1910 claramente se referían al Cometa de Enero.
Debido " a un error telefónico, " el cometa al principio fue reportado como el Cometa de Drake (Drake's Comet) , aunque una vez que el error fuera comprendido la prensa después se refirió como el Cometa de Luz del día o el Cometa de Puesta del sol, ya que ningún individuo solo fue acreditado con su descubrimiento.